# Mirjaveh
Mīrjāveh (farsi میرجاوه) è una città dello shahrestān di Mirjaveh, circoscrizione Centrale, nella provincia del Sistan e Baluchistan in Iran. Aveva, nel 2006, una popolazione di 13.590 abitanti. Si trova sulla linea di confine con il Pakistan.